# アンフリ・ド・ゴティ
アンフリ・ド・ゴティ（Humfrid de Gothie, ? - 864年以降）は、バルセロナ伯、ジローナ伯、アンプリアス伯、ルサリョー伯およびナルボンヌ伯（在位：858年 - 864年）。また、いくつかの辺境の伯領を支配し、初代のゴティア辺境伯となった。

## 生涯
アンフリはフンフリディング家（ブルヒャルディング家）のラエティア公フンフリート2世の次男フンフリート3世と同一人物であると考えられており、ゴティアの地とは関係がなかったとみられている。アンフリは東フランク王ルートヴィヒ2世に対して反乱を起こし、西フランク王シャルル2世の下に逃れ、850年代の苦難の時期にシャルルの忠実な家臣として仕えた。アンフリは854年から858年の間に、シャルル2世からスペイン辺境領のいくつかの伯領の伯爵および辺境伯に任ぜられた。
858年、アンフリはサラゴサのムーア人領主アブド・アッラフマーンと平和条約の交渉を行い、シャルルの遠征に従った。2月にボーヌに到着し、3月21日にシャルルに臣下の礼を捧げた。さらにノース人との戦いにおいてもシャルル軍に参加した。ルートヴィヒはこの機会をとらえて西フランクに侵攻したが、アンフリはシャルルを支援し、ルートヴィヒの攻撃を退けた。9月、アンフリは軍を再編し、翌年1月15日にサン＝カンタンでルートヴィヒを破った。
858年の遠征の間に、アンフリはオータン伯領を委ねられ、初代ブルゴーニュ辺境伯となった。
856年、ムーア人はバルセロナ近郊のタラサ城を奪った。861年にはバルセロナが包囲されたが、アンフリはムーア人を退却させ、シャルルの同意のもとで平和条約を更新した。この条約は30年継続された。
862年、シャルル2世は息子シャルルをアキテーヌ王とした。アンフリ以外の貴族らはこれに反対し、後の若シャルルの反乱においては若シャルルを支援しなかった。シャルル2世はアンフリの不忠を責め、8月19日にアンフリは位を剥奪された。しかしアンフリは屈服せず、トゥールーズを奪い、トゥールーズ伯レーモン1世を戦いにおいて殺害した。シャルル2世はこれに対し、アンフリのブルゴーニュの領地を没収した。アキテーヌ僭称王ピピン2世がノース人の軍を率いてトゥールーズを侵攻したが、撃退された。アンフリは後にイタリアに逃れた。アンフリはさらにそこからシュヴァーベンに行き、872年にはチューリヒの伯であり、876年までは生存が確認されている。